# 재클린 조사
재클린 조사(Jacqueline Jossa, 1992년 10월 29일 ~ )는 잉글랜드의 배우이다.